# Benjamin Klein
Benjamin Klein (* 1943 in New York City) ist emeritierter Professor für Wirtschaftswissenschaft der University of California, Los Angeles. Er beschäftigt sich vorwiegend mit Kartellen und Monopolen und ist Direktor in der LECG Corporation.

## Leben
Klein studierte an der City University of New York Philosophie und erhielt dort 1964 einen Bachelor of Arts mit cum laude. Er wechselte danach an die University of Chicago, wo Klein 1966 einen Master und 1970 einen Ph.D. in Wirtschaftswissenschaft erhielt.
1971 bis 1977 arbeitete er im National Bureau of Economic Research in New York. Seit 1968 arbeitet Klein an der University of California, Los Angeles. Zuerst bis 1973 als Dozent, dann bis 1978 als außerordentlicher Professor und daran anschließend bis 2002 als ordentlicher Professor. Daneben war er Direktor für ein Gemeinschaftsprogramm von Rechts- und Wirtschaftswissenschaften (Joint Degree Program in Law and Economics), später stellvertretender Präsident an der Wirtschaftsfakultät. 1973 und 1975 war er zudem Berater des Boards of Governors des Federal Reserve Systems. Ab 1976 war er mehrfach als Berater für die Federal Trade Commission tätig, zuletzt 2001 bis 2007. 1979 nahm er eine Gastprofessur an der University of Washington wahr. 1988 beriet Klein das neuseeländische Finanzministerium und 1994 das Justizministerium der Vereinigten Staaten in der Kartellrechtsabteilung. 2002 wurde Benjamin Klein emeritiert. Seit 2004 ist er Direktor am LECG.

## Werke

### Redaktionelle Mitarbeit
Benjamin Klein ist seit 1985 Mitarbeiter beim Journal of Law, Economics & Organization, seit 1992 beim Supreme Court Economic Review und dem Journal of the Economics of Business, seit 1994 bei Managerial and Decision Economics und seit 1997 beim Antitrust Law Journal. Weiterhin war er von 1993 bis 2001 Mitarbeiter beim Journal of Corporate Finance und von 1995 bis 1998 bei New Palgrave Dictionary of Economics and the Law im Beratungsausschuss.

### Schriften
- Income Velocity, Interest Rates, and the Money Supply Multiplier. A Reinterpretation of the Long-Term Evidence. In: Journal of Money, Credit and Banking. Mai 1973, Band 5, Nr. 2, S. 656–667
- Competitive Interest Payments on Bank Deposits and the Long-Run Demand for Money. In: American Economic Review. Dez. 1974, Band 64, Nr. 6, S. 931–949
- The Competitive Supply of Money. In: Journal of Money, Credit and Banking. Nov. 1974, Band 6, Nr. 4, S. 423–453
- Our New Monetary Standard. The Measurement and Effects of Price Uncertainty, 1880–1973. In: Economic Inquiry. Dez. 1975, Band 13, Nr. 4, S. 461–484
- The Demand for Quality-adjusted Cash Balances. Price Uncertainty in the U.S. Demand for Money Function. In: Journal of Political Economy. Aug. 1977, Band 85, Nr. 4, S. 691–715
- The Measurement of Long- and Short-Term Price Uncertainty. A Moving Regression Time Series Analysis. In: Economic Inquiry. Juli 1978, S. 438–452
- Vertical Integration, Appropriable Rents, and the Competitive Contracting Process. In: Journal of Law & Economics. Okt. 1978, Band 21, Nr. 2, S. 297–326
- Transaction Cost Determinants of „Unfair“ Contractual Arrangements. In: American Economic Review. Mai 1980, S. 356–62
- mit Lynne Schneider und Kevin M. Murphy: Governmental Regulation of Cigarette Health Information. In: Journal of Law & Economics. Dez. 1981, Band 24, Nr. 3, S. 575–612
- Contracting Costs and Residual Claims. The Separation of Ownership and Control. In: Journal of Law & Economics. Juni 1983, Band 26, Nr. 2, S. 367–374
- Contract Costs and Administered Prices. An Economic Theory of Rigid Wages. In: American Economic Review. Mai 1984, Band 74, Nr. 2, S. 332–338
- The economics of franchise contracts. In: Journal of Corporate Finance. Okt. 1995, Band 2, Nr. 1–2, S. 9–37
- mit Kevin M. Murphy: Vertical Integration as a Self-Enforcing Contractual Arrangement. In: American Economic Review. Mai 1997, Band 87, Nr. 2, S. 415–420
- The Microsoft Case. What Can a Dominant Firm Do to Defend Its Market Position?. In: Journal of Economic Perspectives. Frühjahr 2001, Band 15, Nr. 2, S. 45–62
- mit Andres V. Lerner und Kevin M. Murphy: The Economics of Copyright "Fair Use" in a Networked World. In: American Economic Association. Mai 2002, Band 92, Nr. 2, S. 205–208
- mit Andres V. Lerner: The Expanded Economics of Free-Riding. How Exclusive Dealing Prevents Free-Riding and Creates Undivided Loyalty. In: Antitrust Journal. 2007, Band 74, S. 473–519
- mit Andres V. Lerner: The Economics Revolution in Antitrust Law. In: Antitrust Journal. 2008, Band I, S. IX–XLIV
- Bundled Discounts as Competition for Distribution. In: The online Magazine for Global Competition Policy. 10. Juni 2008

## Verweise